# تاریکی بالای پلکان
تاریکی بالای پلّکان (به انگلیسی: The Dark at the Top of the Stairs) نمایشنامه‌ای است از ویلیام اینج که نخستین بار در ۵ دسامبرِ ۱۹۵۷ به کارگردانی الیا کازان در نیویورک بر صحنه رفت.

## فیلم
سال ۱۹۶۰ فیلمی به کارگردانی دلبرت من از این نمایشنامه ساخته شد.

## به فارسی
حامد صحت این نمایشنامه را با نام تاریکی در بالای پله‌ها به فارسی درآورده است.